# Mental House
Mental House – czwarty album studyjny polskiego zespołu muzycznego Afromental. Wydawnictwo ukazało się 24 listopada 2014 nakładem wytwórni muzycznej Warner Music Poland.
Album dotarł do 9. miejsca zestawienia OLiS.

## Lista utworów
1. "Mental House" - 4:31
2. "I Loved You" - 3:22
3. "For Myself" - 4:25
4. "F**k the World" - 4:42
5. "Lust Call" - 4:41
6. "Running Away" - 4:34
7. "Return of the Cavemen" - 3:51
8. "We Want It" - 3:04
9. "Forever Young" - 4:25
10. "Differences" - 5:37